# Gjøvik Hockey
Gjøvik Hockey blev etableret i 1990 og har stort set spillet i 1. division og har aldrig formået at tage etapen blandt de bedste i Norge. Siden Gjøvik Olympiske Fjellhall blev bygget til OL på Lillehammer i 1994, har klubben spillet deres hjemmekampe i dette sportsanlæg. Gjøvik Hockey var i mange år et tophold i 1. division. Gjøvik Hockey rykkede op til 1. division i 1996. I 2000 og 2003 mislykkedes Gjøvik Hockey i forsøget på at kvalificere sig til Eliteserien. Det samme skete i 2006, da klubben forsøgte at kvalificere sig til deltagelse i GET-Ligaen.

## Eksterne links
- Gjøvik Hockey hjemmeside